# Греллинген
Греллинген (нем. Grellingen) — коммуна в Швейцарии, в кантоне Базель-Ланд.
Входит в состав округа Лауфен. Население составляет 1714 человек (на 31 марта 2008 года). Официальный код — 2786.

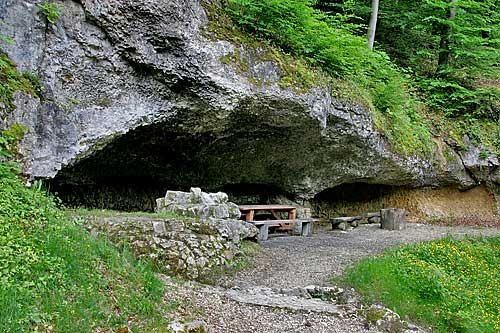
Греллинген